# Chuck Knoblauch
Edward Charles Knoblauch (Houston, Texas, 7 de julio de 1968), más conocido como Chuck Knoblauch, es un exjugador profesional estadounidense de béisbol que se desempeñó en la posición de segunda base en las Grandes Ligas de Béisbol (MLB). Logró obtener un Guante de Oro.

## Carrera
Knoblauch jugó como profesional siete temporadas en Minnesota Twins (1991-1997), después pasó a New York Yankees (1998-2001), luego a Kansas City Royals, donde jugó una temporada (2002), y fue el equipo en el que se retiró.

## Premios
Fue galardonado con el Guante de Oro en una oportunidad (1997).